# Józefa Ledwig
Józefa Ledwig-Bęben (Szerzyny, Petita Polònia, 18 d'abril de 1935) va ser una jugadora de voleibol polonesa que va competir durant la dècada de 1950 i 1960.
El 1964 va prendre part en els Jocs Olímpics de Tòquio, on guanyà la medalla de bronze en la competició de voleibol. Quatre anys més tard, als Jocs de Ciutat de Mèxic revalidà la medalla de bronze en la competició de voleibol.
En el seu palmarès també destaquen una medalla de bronze al Campionat del Món de voleibol, el 1962 i dues de plata al Campionat d'Europa de 1963 i 1967.
Jugà 216 partits amb la seva selecció. A nivell de clubs jugà al Unia Katowice, Baildon Katowice i Wisła Krakówe. Guanyà la lliga polonesa en tres ocasions, el 1967, 1969 i 1970.